# Ochna bracteosa
Ochna bracteosa är en tvåhjärtbladig växtart som beskrevs av Robyns och Lawalree. Ochna bracteosa ingår i släktet Ochna och familjen Ochnaceae. Inga underarter finns listade i Catalogue of Life.